# 鍋島直道
鍋島 直道（なべしま なおみち）は、江戸時代後期の肥前国蓮池藩の世嗣。通称は下総。

## 略歴
佐賀藩8代藩主・鍋島治茂の四男として誕生。
蓮池藩7代藩主・鍋島直温の養子となるが、家督相続前の文化12年（1815年）4月に廃嫡された。代わって実弟の直与が養子に入り、嫡子となった。
文政3年（1820年）、32歳で没。
実子に直与から偏諱を賜ったとみられる鍋島与善（ともよし、鍋島與善、幼名:敬之助、1811年 - 1839年）や女子（弥ゐ、石井儀助妻）がいた。